# Massimo Ferrario
Massimo Ferrario (Como, 7 novembre 1956) è un manager, politico e dirigente pubblico italiano.

## Biografia
Imprenditore informatico dal 1979, è stato agente e concessionario IBM dal 1982 al 1994. 
Nel 1987 entra in politica iscrivendosi alla Lega Lombarda-Lega Nord, con la quale nel 1990 viene eletto consigliere comunale e provinciale a Varese; nel 1992 ne diviene segretario provinciale.
Nel 1993 si candida alla carica di presidente della Provincia di Varese, col solo sostegno della Lega Nord: al primo turno del 21 novembre ottiene il 49,3% dei voti, per poi vincere al ballottaggio del 5 dicembre contro il candidato centrista Livio Ghiringhelli. Si ricandida nel 1997 e viene riconfermato alla guida di Villa Recalcati, stavolta battendo al secondo turno Graziano Maffioli, candidato dagli altri partiti di centrodestra. 
A capo di una giunta monocolore leghista, nel 1998 promuove la nascita dell'Università dell'Insubria di Varese e Como, mettendo a disposizione del nascente ateneo l'ex collegio Sant'Ambrogio di via Ravasi a Varese (dove si stabiliscono il Rettorato e la facoltà di Economia) e alcuni terreni di Bizzozzero (dove sorgono i palazzi delle facoltà di Biologia e Medicina). Nel 1995, sempre sotto l'amministrazione Ferrario, la Provincia di Varese è tra gli enti fondatori della Regio Insubrica, comunità di lavoro che riunisce anche le province di Como, Verbano-Cusio-Ossola e il Canton Ticino (successivamente entreranno anche Novara e Lecco); Ferrario ne è altresì il primo presidente. 
A seguito del nubifragio che colpisce la provincia di Varese il 12 settembre 1995, nel maggio 1996 viene nominato commissario delegato di governo all'emergenza; in tale veste avvia i lavori di messa in sicurezza del fiume Olona, in particolare il cantiere che porterà alla costruzione della diga di Gurone. Tra gli interventi emergenziali avviene altresì la completa ricostruzione della strada provinciale 57 tra Varese e Lozza.
Nel 1997 la giunta Ferrario predispone e realizza il piano territoriale di coordinamento urbanistico per l'area dell'aeroporto di Malpensa, nel quadro dei lavori di ampliamento dello scalo, di cui nel 1998 è inaugurato il nuovo Terminal 1, la cosiddetta Malpensa 2000. Presso Malpensa vengono inoltre avviati i lavori di costruzione del museo dell'aeronautica Volandia.
Nel 2002 Ferrario conclude il mandato in Provincia, non si ricandida per un terzo mandato e inizia l'esperienza di dirigente pubblico: viene infatti nominato direttore del centro di produzione Rai di Milano, carica ricoperta fino al 2012, che dal 2004 al 2006 si cumula a quella di direttore di Rai Due, in sostituzione di Antonio Marano, che poi nuovamente gli ri-subentra. Tra le decisioni più controverse intraprese in veste di direttore di rete si cita la sospensione della messa in onda della seconda parte dello spettacolo teatrale Questa sera si recita Molière dell'attore Paolo Rossi, programmato sulla seconda rete Rai per l'8-9 gennaio 2004. A dispetto del successo del primo atto, trasmesso in seconda serata con un ottimo risultato in termini di ascolto per l'orario e gli standard di rete (1.000.000 di telespettatori), il secondo atto viene infatti cancellato per decisione personale di Ferrario, che adduce a motivo il linguaggio scurrile usato dal comico milanese, a suo avviso incompatibile con quello che definisce «il buon costume dei programmi televisivi». 
Il 20 luglio 2011 Ferrario viene nominato direttore di Rai 5, rimanendolo fino al 19 settembre 2013, allorché gli viene affidata la direzione della sede Rai di Genova, che regge fino al 2020.